# Sticky Bomb
Die Grenade, Hand, Anti-Tank No. 74, besser bekannt als „ST grenade“ oder „sticky bomb“ (engl. für Haftbombe), war eine britische Handgranate zur Panzerabwehr, die im Zweiten Weltkrieg wegen der Bedrohung durch eine deutsche Invasion kurzfristig im Rahmen eines Rüstungsnotprogramms des britischen Verteidigungsministeriums ab 1940 entwickelt und produziert wurde.

## Entwicklung

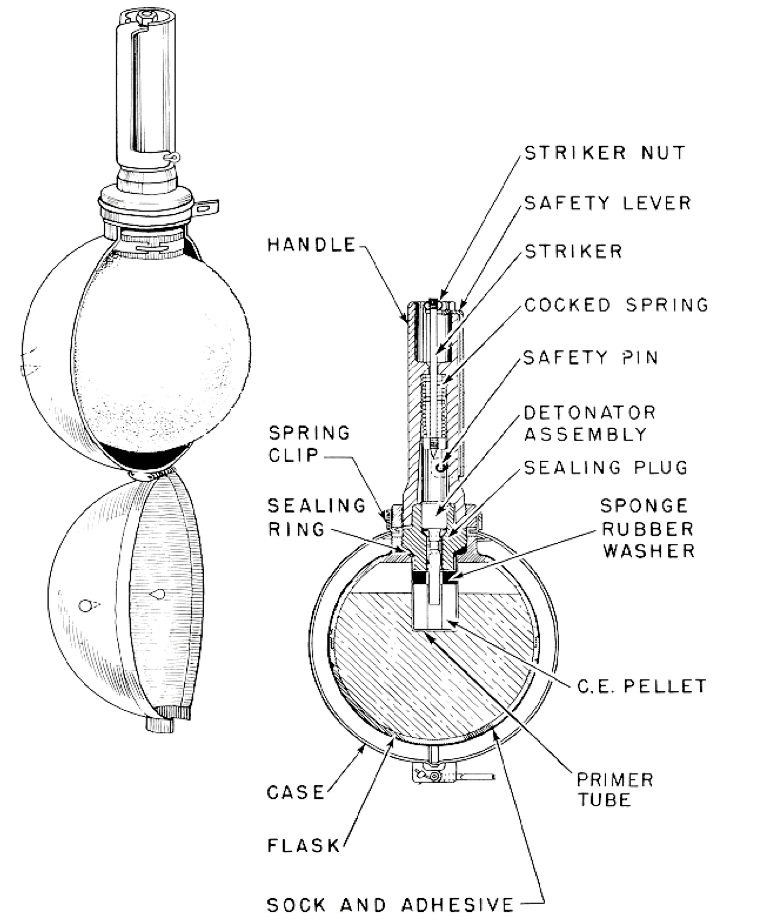
Schematischer Aufbau einer „Sticky Bomb“

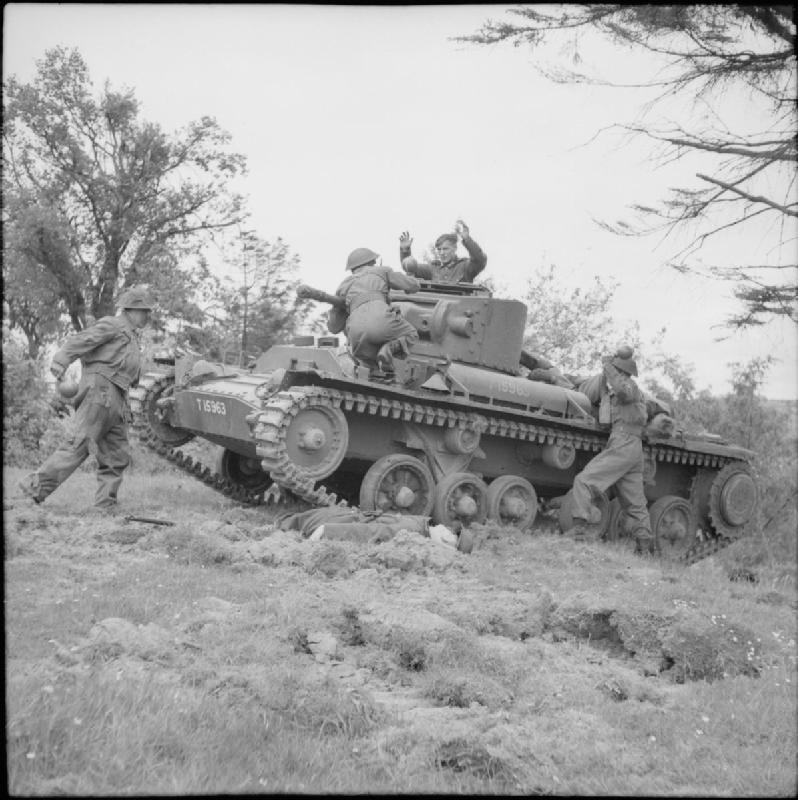
Männer der Home Guard während einer Panzerabwehrübung mit No.74-Granaten neben einem Valentinepanzer, 1943

Unter dem Eindruck einer bevorstehenden deutschen Invasion bestand 1940 in England großer Bedarf an effektiven und schnell verfügbaren Panzerabwehrwaffen.
Die Grenade, Hand, Anti-Tank No. 74 wurde von Stuart Macrae als Mitarbeiter des „MD 1“ (Ministry of Defence, Department 1), einer Sonderabteilung des Verteidigungsministeriums, entwickelt. Die Abteilung entwarf, außerhalb der sonst üblichen Bürokratie, selbstständig innovative Projekte wie die Limpet mine oder den PIAT-Werfer. Churchill überstimmte im Fall dieser Waffe die Experten anderer Abteilungen, die die Waffe für unzureichend hielten, weil sie weder an nassen noch an schmutzigen Oberflächen haften blieb und ordnete persönlich den Bau von einer Million Haftbomben an.

## Aufbau
Die 1002 Gramm schwere Haftbombe bestand aus einem Griffstück aus Bakelit, das die Zündvorrichtung enthielt und auf das ein kugelförmiger Glaskolben mit 100 mm Durchmesser geschraubt war. Der Kolben war mit einem Sprengstoff gefüllt, der auf Nitroglycerin und Cellulosenitrat basierte. Der Glaskolben war in einen eng anliegenden, gestrickten Stoff eingenäht. Abschließend wurde dieser Stoffüberzug mit einer Klebelösung aus Vogelleim getränkt. Zum Transport war der Klebeteil von einer zweiteiligen, kugelförmigen Schutzhülle aus Blech umschlossen.

## Einsatz
Der Benutzer entfernte die Schutzhülle von der Waffe durch das Ziehen der Sicherung am oberen Teil des Griffstücks. Er entsicherte den Zünder am unteren Ende des Griffstücks, hielt den Sicherungshebel am Griff aber weiter fest. Er schlug oder warf dann die Bombe mit dem Glaskolben so kräftig gegen das feindliche Fahrzeug, dass der Kolben zerbrach und der zähflüssige Sprengstoff teilweise freigesetzt und auf dem Ziel verteilt wurde. Die Klebehülle blieb mitsamt der daran hängenden Zündvorrichtung im Griffstück am Ziel haften. Die Zündung des Sprengstoffes erfolgte fünf Sekunden nach dem Loslassen des Sicherungshebels und produzierte eine Stoßwelle, die, nach den Prinzipien des Quetschkopfgeschosses, ein leicht gepanzertes Ziel mit nicht mehr als 25 mm dicker Panzerung zerstören sollte.

## Benutzer
Die Waffe wurde nie für den Einsatz in der regulären britischen Armee zugelassen: der Klebeeffekt reichte nicht aus, um an dreckigen, nassen oder öligen Panzerfahrzeugen zu haften, war aber stark genug, um die Waffe an den Uniformen der eigenen Soldaten haften zu lassen. So wurde das ganze Projekt als „höchst ablehnungswürdig“ eingestuft. Die Sticky Bomb fand so fast ausschließlich bei der Ausrüstung der Home Guard Verwendung.